# Samuel Marques

a Compétitions nationales et continentales officielles uniquement.

b Matchs officiels uniquement.
Dernière mise à jour le 22 juin 2025.
Samuel Marques, né le 8 décembre 1988 à Condom (France), est un joueur international portugais d'origine française de rugby à XV évoluant au poste de demi de mêlée à l'AS Béziers.

## Biographie

### Jeunesse et formation
Né à Condom dans le Gers,, Samuel Marques commence le rugby à Eauze, au club du village dans lequel il a grandi. Il est repéré par la Section paloise qui le fait signer en 2007, en junior Reichel. Il intègre le centre de formation en 2010. Il le quitte deux ans plus tard pour signer son premier contrat professionnel.

### Carrière en club
Le 21 novembre 2009, Samuel Marques joue son premier match professionnel contre Lannemezan. Il dispute quatorze matchs en Pro D2 la saison 2010-2011, puis 21 rencontres la saison 2011-2012.
Samuel Marques est prêté deux saisons au club du SC Albi avec qui il joue régulièrement en Pro D2 (55 matchs en deux ans et où il inscrit successivement 228 et 320 points). Il évolue à nouveau avec la Section paloise lors de la saison 2014-2015 avec l'obtention du titre de champion de France de Pro D2.

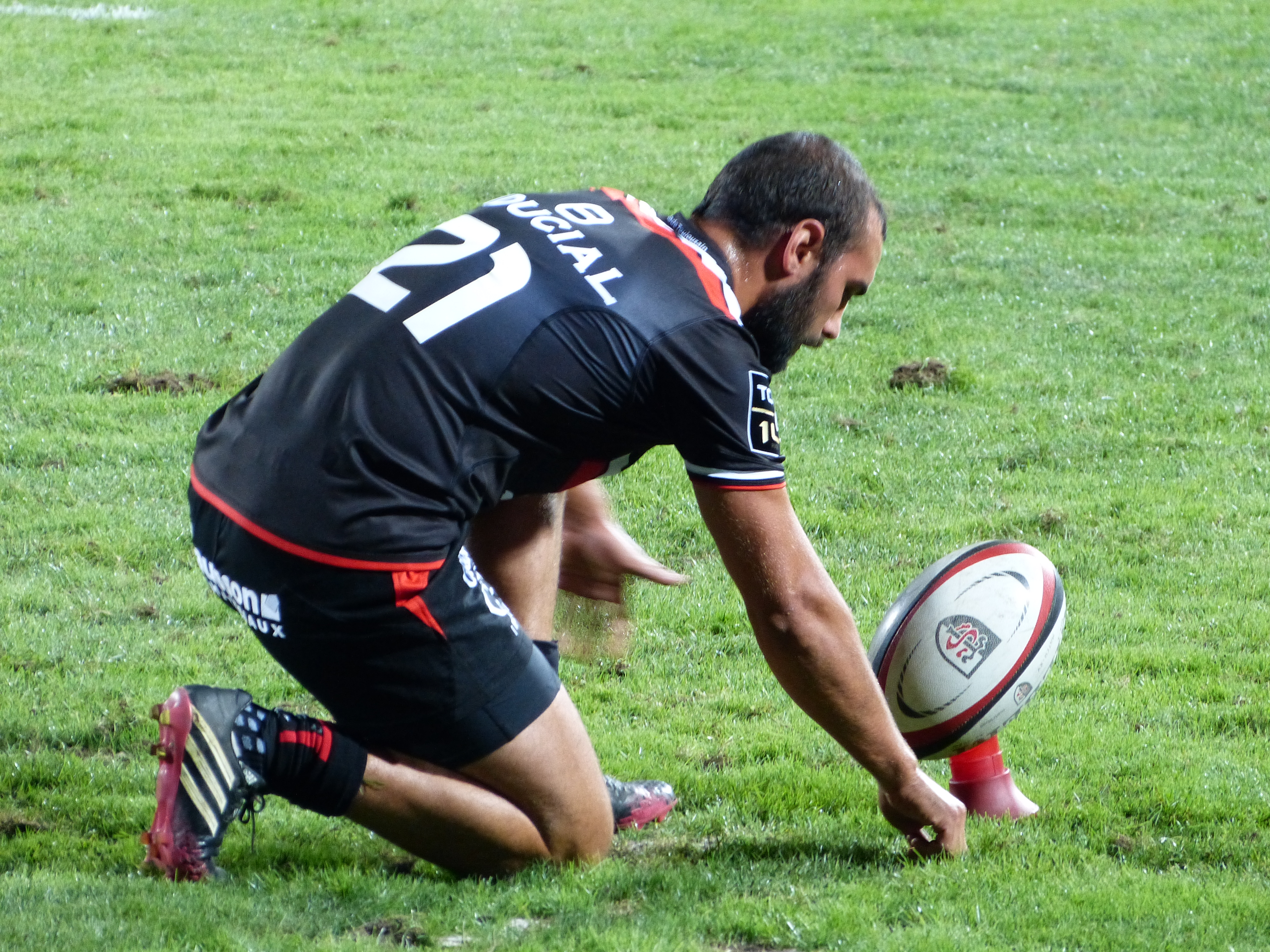
Samuel Marques lors du match du Stade toulousain contre l'Union Bordeaux-Bègles du 27 août 2016.

Bien que régulièrement utilisé à Pau, il signe en février 2016 un contrat avec le Stade toulousain pour deux ans à partir de la saison suivante. Les débuts avec son nouveau club sont difficiles. Lors de sa deuxième titularisation lors d'un match face à Clermont, il réalise un mauvais match dans le jeu et au tir au but. Quelques semaines plus tard, après des titularisations contre Pau, Castres et La Rochelle, il est élu troisième meilleur joueur du club pour le mois de novembre.
En novembre 2016, il signe avec le CA Brive pour la saison suivante 2017-2018. Après une première saison difficile en Top 14 (14e), il participe à la remontée du CAB en première division la saison suivante.
En 2019, il revient dans son club formateur, la Section paloise, pour un contrat de deux ans. Durant ces deux saisons, il dispute 31 matches et inscrit 56 points.
En 2021, il rejoint l'US Carcassonne, où il remplace Martin Page-Relo qui retourne au Stade toulousain.
En juin 2022, il participe à la tournée des Barbarians français aux États-Unis pour affronter la sélection américaine le 1er juillet 2022 à Houston. Les Baa-baas, entraîné par son manager carcassonnais Christian Labit, s'inclinent 26 à 21.
À l'issue de la saison 2022-2023 de Pro D2, il ne peut empêcher son club à éviter la relégation en Nationale. Samuel Marques signe alors un contrat de trois ans du côté de Béziers à partir de la saison 2023-2024. Il commence sa saison avec Béziers le 13 octobre 2023 face à Colomiers rugby. Durant la saison, il dispute 24 matchs et inscrit 233 points (dont 7 essais).
Fin décembre 2024, il est élu meilleur joueur de la saison 2023-2024 de Pro D2 lors de la nuit du rugby mais durant la même soirée, il est accusé d'avoir jeté un verre et d'avoir craché sur une hôtesse. Lors de la commission de discipline du 15 janvier 2025, il n'est pas suspendu mais reçoit une amende de 3 000 € et un blâme pour son geste irrespectueux lors de la nuit du rugby. En mars 2025, il se blesse au mollet lors d'un entraînement avant la réception de l'USON Nevers et voit sa saison terminée après avoir disputé 19 matchs dont 18 comme titulaire. 

### Carrière internationale
Samuel Marques dispute le Championnat européen des nations de rugby à XV 2012-2014 avec l'équipe du Portugal de rugby à XV: il est retenu à trois reprises comme demi de mêlée titulaire pour jouer contre la Belgique, la Russie et l'Espagne en début d'année 2013.
Le 18 novembre 2022, lors du dernier match du tournoi de repêchage pour la Coupe du monde, il inscrit la pénalité qui permet aux portugais d'arracher le match nul, 16 à 16, contre les États-Unis et qualifie la sélection portugaise pour la Coupe du monde 2023.
En août 2023, il est sélectionné pour participer au Mondial avec les Lobos. Il dispute tous les matchs du mondial en tant que titulaire, dont la victoire historique des portugais face au Fidji (24 à 23).
En mai 2024, il sort de sa retraite internationale prise à l'issue de la coupe du monde 2023 pour participer à la tournée d'été 2024 avec les Lobos.

## Statistiques

### En club
| Saison                      | Saison                      | Championnat | Championnat | Championnat | Championnat | Championnat | Championnat | Championnat | Coupes d'Europe                                      | Coupes d'Europe                                      | Coupes d'Europe                                      | Coupes d'Europe                                      | Coupes d'Europe                                      | Coupes d'Europe                                      | Coupes d'Europe                                      |
| Saison                      | Saison                      | Compétition | M           | Pts         | Ess.        | Pén.        | Tr.         | Dp.         | Compétition                                          | M                                                    | Pts                                                  | Ess.                                                 | Pén.                                                 | Tr.                                                  | Dp.                                                  |
| --------------------------- | --------------------------- | ----------- | ----------- | ----------- | ----------- | ----------- | ----------- | ----------- | ---------------------------------------------------- | ---------------------------------------------------- | ---------------------------------------------------- | ---------------------------------------------------- | ---------------------------------------------------- | ---------------------------------------------------- | ---------------------------------------------------- |
| 2009-2010                   | Section paloise             | Pro D2      | 1           | -           | -           | -           | -           | -           | Pas de qualification en Coupe d'Europe               | Pas de qualification en Coupe d'Europe               | Pas de qualification en Coupe d'Europe               | Pas de qualification en Coupe d'Europe               | Pas de qualification en Coupe d'Europe               | Pas de qualification en Coupe d'Europe               | Pas de qualification en Coupe d'Europe               |
| 2010-2011                   | Section paloise             | Pro D2      | 14          | -           | -           | -           | -           | -           | Pas de qualification en Coupe d'Europe               | Pas de qualification en Coupe d'Europe               | Pas de qualification en Coupe d'Europe               | Pas de qualification en Coupe d'Europe               | Pas de qualification en Coupe d'Europe               | Pas de qualification en Coupe d'Europe               | Pas de qualification en Coupe d'Europe               |
| 2011-2012                   | Section paloise             | Pro D2      | 21          | 10          | -           | 1           | 2           | 1           | Pas de qualification en Coupe d'Europe               | Pas de qualification en Coupe d'Europe               | Pas de qualification en Coupe d'Europe               | Pas de qualification en Coupe d'Europe               | Pas de qualification en Coupe d'Europe               | Pas de qualification en Coupe d'Europe               | Pas de qualification en Coupe d'Europe               |
| Sous-total Section paloise  | Sous-total Section paloise  | Pro D2      | 36          | 10          | -           | 1           | 2           | 1           |                                                      |                                                      |                                                      |                                                      |                                                      |                                                      |                                                      |
| 2012-2013                   | SC Albi                     | Pro D2      | 26          | 228         | 2           | 62          | 16          | -           | Pas de qualification en Coupe d'Europe               | Pas de qualification en Coupe d'Europe               | Pas de qualification en Coupe d'Europe               | Pas de qualification en Coupe d'Europe               | Pas de qualification en Coupe d'Europe               | Pas de qualification en Coupe d'Europe               | Pas de qualification en Coupe d'Europe               |
| 2013-2014                   | SC Albi                     | Pro D2      | 29          | 320         | 5           | 85          | 20          | -           | Pas de qualification en Coupe d'Europe               | Pas de qualification en Coupe d'Europe               | Pas de qualification en Coupe d'Europe               | Pas de qualification en Coupe d'Europe               | Pas de qualification en Coupe d'Europe               | Pas de qualification en Coupe d'Europe               | Pas de qualification en Coupe d'Europe               |
| Sous-total SC Albi          | Sous-total SC Albi          | Pro D2      | 55          | 548         | 7           | 147         | 36          | 0           |                                                      |                                                      |                                                      |                                                      |                                                      |                                                      |                                                      |
| 2014-2015                   | Section paloise             | Pro D2      | 29          | 121         | 2           | 25          | 18          | -           | Pas de qualification en Coupe d'Europe               | Pas de qualification en Coupe d'Europe               | Pas de qualification en Coupe d'Europe               | Pas de qualification en Coupe d'Europe               | Pas de qualification en Coupe d'Europe               | Pas de qualification en Coupe d'Europe               | Pas de qualification en Coupe d'Europe               |
| 2015-2016                   | Section paloise             | Top 14      | 20          | 105         | 1           | 28          | 8           | -           | Challenge européen                                   | 5                                                    | 3                                                    | -                                                    | 1                                                    | -                                                    | -                                                    |
| Sous-total Section paloise  | Sous-total Section paloise  | Pro D2      | 29          | 121         | 2           | 25          | 18          | 0           | Challenge européen                                   | 5                                                    | 3                                                    | 0                                                    | 1                                                    | 0                                                    | 0                                                    |
| Sous-total Section paloise  | Sous-total Section paloise  | Top 14      | 20          | 105         | 1           | 28          | 8           | 0           | Challenge européen                                   | 5                                                    | 3                                                    | 0                                                    | 1                                                    | 0                                                    | 0                                                    |
| 2016-2017                   | Stade toulousain            | Top 14      | 13          | 60          | -           | 16          | 6           | -           | Champions Cup                                        | 1                                                    | -                                                    | -                                                    | -                                                    | -                                                    | -                                                    |
| Sous-total Stade toulousain | Sous-total Stade toulousain | Top 14      | 13          | 60          | -           | 16          | 6           | 0           | Champions Cup                                        | 1                                                    | 0                                                    | 0                                                    | 0                                                    | 0                                                    | 0                                                    |
| 2017-2018                   | CA Brive                    | Top 14      | 24          | 77          | 7           | 12          | 3           | -           | Challenge européen                                   | 1                                                    | -                                                    | -                                                    | -                                                    | -                                                    | -                                                    |
| 2018-2019                   | CA Brive                    | Pro D2      | 29          | 50          | 6           | 2           | 7           | -           | Pas de qualification en Coupe d'Europe               | Pas de qualification en Coupe d'Europe               | Pas de qualification en Coupe d'Europe               | Pas de qualification en Coupe d'Europe               | Pas de qualification en Coupe d'Europe               | Pas de qualification en Coupe d'Europe               | Pas de qualification en Coupe d'Europe               |
| 2018-2019                   | CA Brive                    | Top 14      | 1           | 5           | 1           | -           | -           | -           | Pas de qualification en Coupe d'Europe               | Pas de qualification en Coupe d'Europe               | Pas de qualification en Coupe d'Europe               | Pas de qualification en Coupe d'Europe               | Pas de qualification en Coupe d'Europe               | Pas de qualification en Coupe d'Europe               | Pas de qualification en Coupe d'Europe               |
| Sous-total CA Brive         | Sous-total CA Brive         | Pro D2      | 29          | 50          | 6           | 2           | 7           | 0           | Challenge européen                                   | 1                                                    | 0                                                    | 0                                                    | 0                                                    | 0                                                    | 0                                                    |
| Sous-total CA Brive         | Sous-total CA Brive         | Top 14      | 25          | 82          | 8           | 12          | 3           | 0           | Challenge européen                                   | 1                                                    | 0                                                    | 0                                                    | 0                                                    | 0                                                    | 0                                                    |
| 2019-2020                   | Section paloise             | Top 14      | 15          | 25          | 5           | -           | -           | -           | Challenge européen                                   | 3                                                    | 5                                                    | 1                                                    | -                                                    | -                                                    | -                                                    |
| 2020-2021                   | Section paloise             | Top 14      | 11          | 17          | -           | 5           | 1           | -           | Challenge européen                                   | 2                                                    | 9                                                    | -                                                    | 1                                                    | 3                                                    | -                                                    |
| Sous-total Section paloise  | Sous-total Section paloise  | Top 14      | 26          | 42          | 5           | 5           | 1           | 0           | Challenge européen                                   | 5                                                    | 14                                                   | 1                                                    | 1                                                    | 3                                                    | 0                                                    |
| 2021-2022                   | US Carcassonne              | Pro D2      | 23          | 234         | 5           | 53          | 25          | -           | Pas de qualification pour les compétitions de l'EPCR | Pas de qualification pour les compétitions de l'EPCR | Pas de qualification pour les compétitions de l'EPCR | Pas de qualification pour les compétitions de l'EPCR | Pas de qualification pour les compétitions de l'EPCR | Pas de qualification pour les compétitions de l'EPCR | Pas de qualification pour les compétitions de l'EPCR |
| 2022-2023                   | US Carcassonne              | Pro D2      | 25          | 119         | 2           | 28          | 11          | 1           | Pas de qualification pour les compétitions de l'EPCR | Pas de qualification pour les compétitions de l'EPCR | Pas de qualification pour les compétitions de l'EPCR | Pas de qualification pour les compétitions de l'EPCR | Pas de qualification pour les compétitions de l'EPCR | Pas de qualification pour les compétitions de l'EPCR | Pas de qualification pour les compétitions de l'EPCR |
| Sous-total US Carcassonne   | Sous-total US Carcassonne   | Pro D2      | 48          | 353         | 7           | 81          | 36          | 1           |                                                      |                                                      |                                                      |                                                      |                                                      |                                                      |                                                      |
| 2023-2024                   | AS Béziers                  | Pro D2      | 24          | 233         | 7           | 30          | 54          | -           | Pas de qualification pour les compétitions de l'EPCR | Pas de qualification pour les compétitions de l'EPCR | Pas de qualification pour les compétitions de l'EPCR | Pas de qualification pour les compétitions de l'EPCR | Pas de qualification pour les compétitions de l'EPCR | Pas de qualification pour les compétitions de l'EPCR | Pas de qualification pour les compétitions de l'EPCR |
| 2024-2025                   | AS Béziers                  | Pro D2      | 19          | 179         | -           | 41          | 28          | -           | Pas de qualification pour les compétitions de l'EPCR | Pas de qualification pour les compétitions de l'EPCR | Pas de qualification pour les compétitions de l'EPCR | Pas de qualification pour les compétitions de l'EPCR | Pas de qualification pour les compétitions de l'EPCR | Pas de qualification pour les compétitions de l'EPCR | Pas de qualification pour les compétitions de l'EPCR |
| Sous-total AS Béziers       | Sous-total AS Béziers       | Pro D2      | 43          | 412         | 7           | 71          | 82          | -           |                                                      |                                                      |                                                      |                                                      |                                                      |                                                      |                                                      |

(Mise à jour le 21 juin 2025)

## Palmarès

### En club
- Vainqueur du Championnat de France de 2e division en 2015 avec la Section paloise.

### En équipe nationale
- Finaliste du Championnat d'Europe en 2023 avec l'équipe du Portugal.

### Distinctions personnelles
- Élue meilleur joueur du Championnat de France de 2e division en 2024 à la Nuit du rugby.